# Eugène de Decker
Eugène Jean Marie Joseph De Decker (Antwerpen, 19 februari 1837 - 22 februari 1906) was een Belgisch politicus voor de Katholieke Partij.

## Biografie

### Familie
Eugène de Decker was een zoon van Joseph de Decker, burgemeester van Zele en lid van het Nationaal Congres, en Caroline Cassiers. Hij trouwde met Virginie Havenith (1840-1920), tante van Paul Havenith. Ze kregen vier zoons.
- Robert de Decker (1869-1936), voorzitter van de wisselagenten bij de beurs van Antwerpen, voorzitter van het Rode Kruis Antwerpen en directeur van de Internationale Vereniging voor de Rubbercultuur in Nederlands-Indië, trouwde in 1899 in Antwerpen met Marguerite van den Abeele (1871-1943). Ze kregen een zoon en twee dochters, met afstammelingen tot heden.
- Léon de Decker (1872-1932), wisselagent, trouwde in 1911 in Brussel met Madeleine Parmentier (1884-1949), dochter van Arthur Parmentier, industrieel. Ze kregen twee zoons en twee dochters.
- Ludovic de Decker (1877-1942), burgerlijk ingenieur, trouwde in 1912 in Caïro met Germaine Schaar (1880-1951). Ze kregen drie zoons, met afstammelingen tot heden.
- Gaston de Decker (1880-1953), trouwde in 1908 in Wommelgem met Angèle Meeùs (1888-1974). Ze kregen twee zoons en zes dochters, met afstammelingen tot heden.

### Loopbaan
De Decker was reder in de firma De Decker & Cassiers en Cie (1870-1890).
Hij werd op 16 september 1873 (bij buitengewone verkiezing) verkozen tot katholiek volksvertegenwoordiger voor het arrondissement Antwerpen. Hij legde de eed af op 12 november 1873 en vervulde dit mandaat tot in 1892.
Verder was hij ook nog:
- 1871-1875: lid van de Kamer van Koophandel van Antwerpen,
- bestuurder van de Hulp- en Voorzorgskas voor de zeelui die varen onder Belgische vlag, Antwerpen,
- 1889-1894: lid van de toezichtsraad voor de trans-Atlantische posterijen, Antwerpen,
- 1889-1906: ondervoorzitter en medestichter van de Compagnie du chemin de fer du Congo,
- voorzitter van de Buurtspoorwegen Antwerpen-Turnhout.